# María Tiburcia Rodríguez
María Tiburcia Rodríguez (1778- 1845) fue una patriota argentina, esposa de Ángel Fernández Blanco, nativo de Corrientes. Es considerada una de las Patricias Argentinas.

## Biografía
María Tiburcia Rodríguez nació en Buenos Aires, Virreinato del Río de la Plata, el 11 de agosto de 1778.
En 1793 contrajo matrimonio en la Reducción de Yapeyú con el capitán Ángel Fernández Blanco. Adhirió a la Revolución de Mayo de 1810 al igual que su marido, uno de los más activos y entusiastas promotores de la emancipación en su provincia, hermano de Juan José Fernández Blanco, segundo gobernador de la Provincia de Corrientes.
Una de las decisiones adoptadas por el cabildo abierto del 25 de mayo de 1810 ordenaba a la Junta Gubernativa disponer el envío de una expedición a las provincias del interior con el objeto formal de asegurar la libertad en la elección de diputados que las representarían en el gobierno. Más allá de esa justificación por otra parte razonable, era preciso evitar con rapidez la formación y consolidación de núcleos contrarrevolucionarios y demostrar a los partidarios en el interior del movimiento emancipador que serían sostenidos con decisión y preservados en sus vidas y hacienda por el nuevo gobierno.
El primer objetivo de la Expedición Auxiliadora sería la provincia de Córdoba, donde se organizaba la resistencia alrededor del héroe de la reconquista Santiago de Liniers.

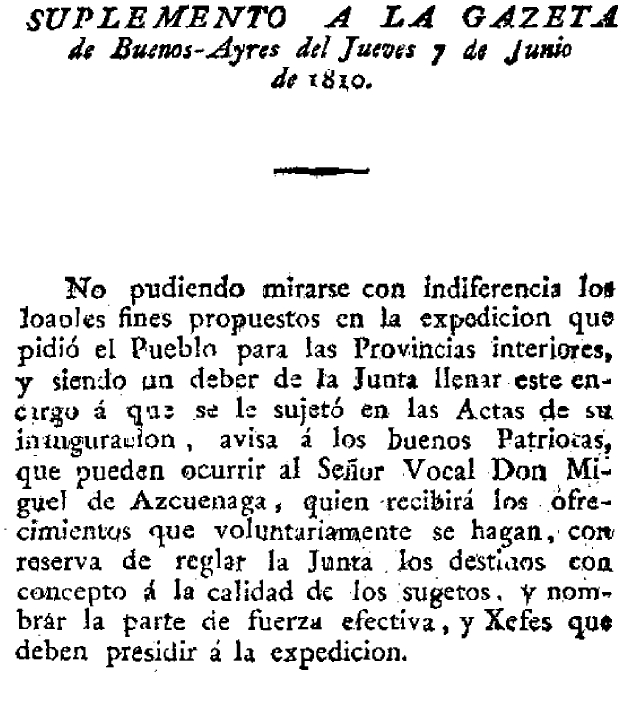
Resolución del 7 de junio de 1810.

El Cabildo del 25 de mayo había asignado recursos para organizar el nuevo ejército: los sueldos del Virrey Baltasar Hidalgo de Cisneros y de otros altos empleados de su administración. No obstante sea por resultar insuficientes o como medio para movilizar y comprometer a los vecinos con la causa se inició una suscripción pública. 
El 7 de junio la Gazeta de Buenos Aires publicó una resolución en los siguientes términos: "No pudiendo mirarse con indiferencia los loables fines propuestos en la expedición que pidió e pueblo para las provincias interiores, y siendo un deber de la Junta llenar este encargo a que se le sujetó en las actas de su inauguración, avisa a los buenos patriotas que pueden concurrir al señor Vocal don Miguel de Azcuénaga, quien recibirá los ofrecimientos que voluntariamente se hagan, con reserva de reglar la Junta los destinos, con concepto a la calidad de los sujetos y nombrar la parte de fuerza efectiva y jefes que deben presidir la expedición".
Al llegar noticias de la suscripción para la también llamada "expedición de Unión de las Provincias interiores" María Tiburcia Rodríguez contribuyó con una onza de oro y todas sus alhajas.
En 1812 arribó al puerto de Buenos Aires una carga de fusiles procedente de Estados Unidos. Un grupo de mujeres reunidas en la casa de Escalada el 30 de mayo de ese año inició una suscripción para pagar la compra de las armas. 
En esa oportunidad Tiburcia Rodríguez donó el importe de dos fusiles sumándose así a la iniciativa de las patricias que les permitiría afirmar en el documento redactado por Bernardo Monteagudo "Yo armé el brazo de ese valiente, que aseguró su gloria y nuestra libertad". 
Falleció en su ciudad natal el 19 de octubre de 1845.